# Polička (district de Svitavy)
Pour les articles homonymes, voir Polička.
Polička (en allemand : Politschka) est une ville du district de Svitavy, dans la région de Pardubice, en Tchéquie. Sa population s'élevait à 8 939 habitants en 2024.

## Géographie
Polička se trouve à 16 km au sud-ouest de Svitavy, à 50 km au sud-est de Pardubice et à 138 km à l'est-sud-est de Prague.
La commune est limitée par Lubná et Sebranice au nord, par Chmelík, Květná et Pomezí à l'est, par Stašov au sud-est, par Jedlová et Korouhev au sud, et par Kamenec u Poličky et Široký Důl à l'ouest.

## Histoire
Polička a été fondée en 1265 par le roi de Bohême Ottokar II.

## Galerie

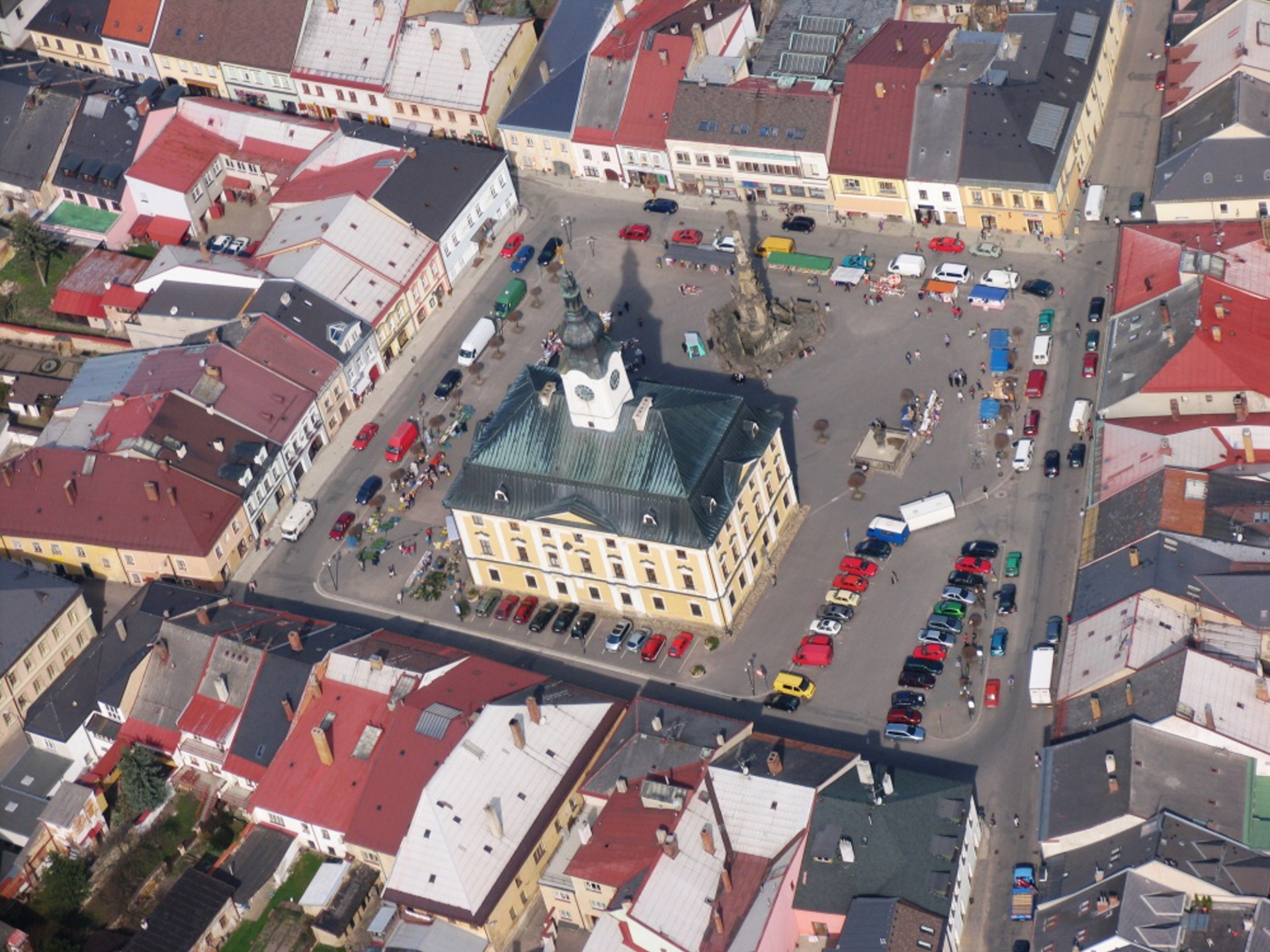
Vue aérienne de la place Palacky.
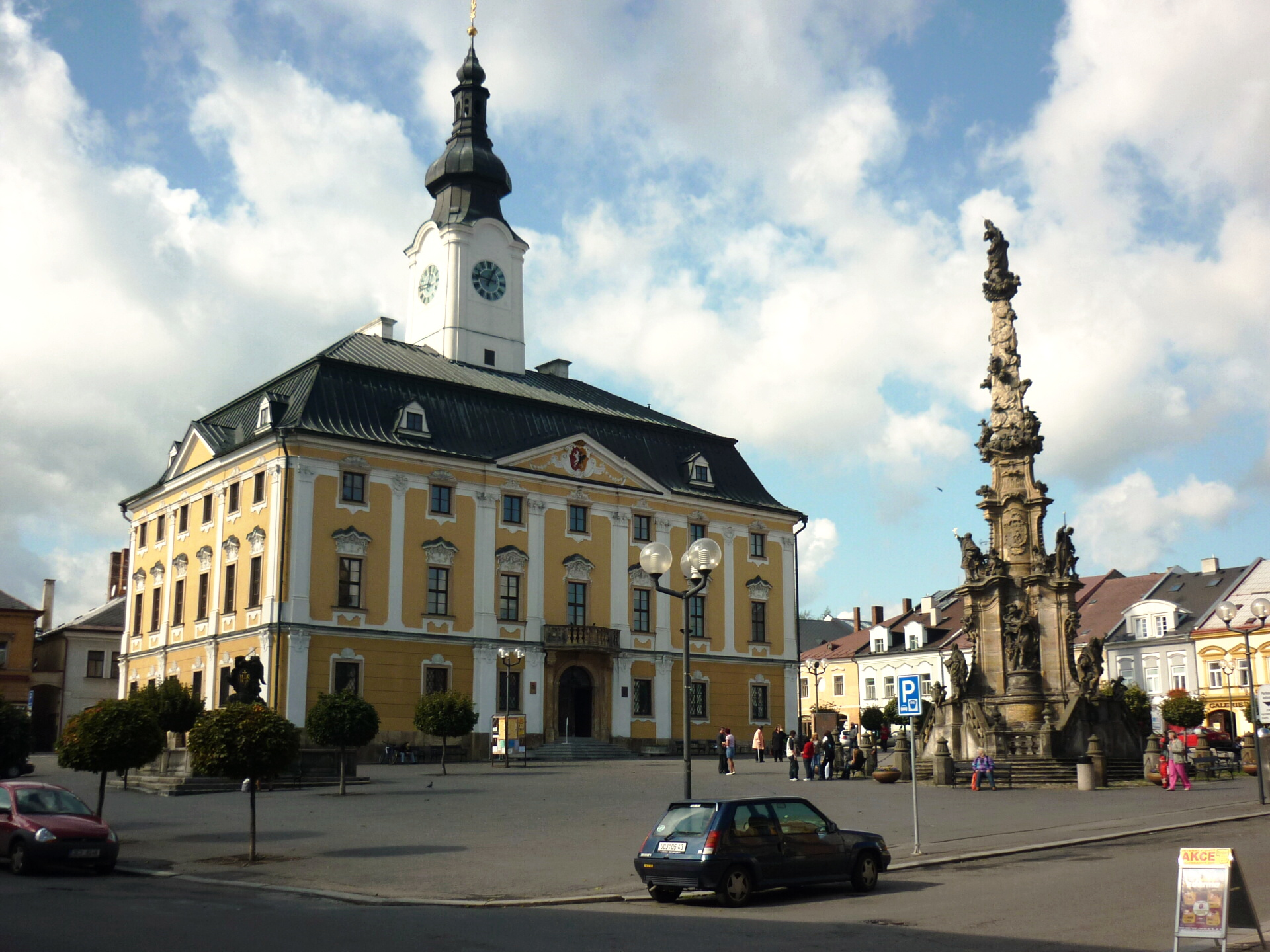
Hôtel de ville et colonne mariale.

## Transports
Par la route, Polička se trouve à 17 km de Svitavy, à 62 km de Pardubice et à 175 km de Prague.

## Personnalité
- Bohuslav Martinů (1890-1959), compositeur
- Martin Doktor (1974-), double champion olympique de canoé.

## Jumelages
- Westerveld (Pays-Bas)
- Ebes (Hongrie)
- Hohenems (Autriche)
- Meilen (Suisse)